# Malwina Kopron
Malwina Kopron (Puławy, 16 de noviembre de 1994) es una deportista polaca que compite en atletismo, especialista en la prueba de lanzamiento de martillo.
Participó en dos Juegos Olímpicos de Verano, en los años 2016 y 2020, obteniendo una medalla de bronce en Tokio 2020, en el lanzamiento de martillo. Ganó una medalla de bronce en el Campeonato Mundial de Atletismo de 2017.

## Palmarés internacional
| Juegos Olímpicos   | Juegos Olímpicos      | Juegos Olímpicos  | Juegos Olímpicos |
| Año                | Lugar                 | Medalla           | Prueba           |
| ------------------ | --------------------- | ----------------- | ---------------- |
| 2020               | Tokio (Japón)         | Medalla de bronce | Martillo         |
| Campeonato Mundial |                       |                   |                  |
| Año                | Lugar                 | Medalla           | Prueba           |
| 2017               | Londres (Reino Unido) | Medalla de bronce | Martillo         |